# Crushcrushcrush
«Crushcrushcrush» es una canción de la banda estadounidense Paramore. Fue lanzada como tercer sencillo de su álbum Riot! el 19 de noviembre de 2007, mientras que su videoclip se lanzó el 11 de octubre del mismo año en Total Request Live.
Fue certificado con un disco de oro  el 17 de septiembre de 2008 por la RIAA, por ventas superiores a 500.000 copias. El sencillo ha vendido alrededor de 6,1 millones de copias, convirtiéndose en el décimo más vendido en el mundo de 2010.

## Vídeo musical
El vídeo musical de «Crushcrushcrush» fue dirigido por Shane Drake, quién anteriormente trabajó con la banda en los vídeos de «Pressure», «Emergency» y «Misery Business». En él se muestra un desierto árido donde Paramore está interpretando la canción, mientras que a lo lejos se ve a tres personas con binoculares, las cuales están observando a la banda tras de diversos objetos que parecen formar una casa, pero sin paredes ni techo. Después se realiza un intercambio de roles, donde ahora es la banda la que observa a las tres personas, mientras éstas destruyen sus instrumentos. En otra escena se puede ver a los mismos integrantes de Paramore golpear sus instrumentos.

## Recepción

### Desempeño comercial

#### Posicionamiento en listas
| Lista (2007)                         | Mejor posición |
| ------------------------------------ | -------------- |
| Brasil Hot 100                       | 68             |
| Finlandia                            | 4              |
| Nueva Zelanda RIANZ Singles Chart    | 32             |
| U.S Billboard Hot 100                | 54             |
| U.S Billboard Pop 100                | 43             |
| U.S Billboard Hot Modern Rock Tracks | 4              |
| México Top 100                       | 42             |
| UK Singles Chart                     | 61             |

#### Certificaciones
| País           | Organismo certificador | Certificación |
| -------------- | ---------------------- | ------------- |
| Estados Unidos | RIAA                   | Oro           |